# Опорец
Опорец (укр. Опорець) — село в Славской поселковой общине Стрыйского района Львовской области Украины.
Население по переписи 2001 года составляло 1035 человек. Население 969 человек по данным сайта postcode.in.ua. Занимает площадь 22,91 км². Почтовый индекс — 82652. Телефонный код — 3251.